# Nelo Vingada
Nelo Vingada (de son nom complet Eduardo Manuel Martinho Vingada), né le 30 mars 1953 à Serpa, est un footballeur professionnel et aujourd'hui entraîneur de football portugais.

## Carrière
Il effectue une carrière de footballeur discrète dans le championnat du Portugal et évolue à l'Atlético Portugal, Sintrense, et à Belenenses.
Il devient ensuite l'entraîneur de son dernier club, le Belenenses en 1981 et devient l'assistant de Mário Wilson à l'Académica Coimbra lors de la saison 1982/83. Il s'occupe par la suite de quelques clubs mineurs tels que Sintrense et Vilafranquense jusqu'en 1987.
À la fin de la saison 1986/87, il est nommé sélectionneur des espoirs portugais avec Carlos Queiroz et est l'entraîneur de l'équipe espoir du Portugal durant les coupes du monde des moins de 20 ans en 1989 à Riyad et en 1991 à Lisbonne. Il termine également à la 3e place en 1995 et participe aux jeux olympiques d'Atlanta en 1996 avec l'équipe du Portugal olympique.
Pour la saison 1996/97, il devient le nouveau sélectionneur de l'Arabie saoudite et parvient à la qualifier pour le mondial 1998. En 1998, il devient l'assistant de Graeme Souness, l'entraîneur du SL Benfica.
Entre 1999 et 2003, il devient l'entraîneur du CS Marítimo. Il les aide à rester en première division et arrive jusqu'en finale de la coupe.
Pour la saison 2003/04, il est nommé entraîneur du Zamalek SC avec qui il gagne le championnat et 3 autres titres en une saison. Il quitte ensuite le club à la suite de conflits avec certains dirigeants et joueurs du club, avant de revenir à l'Académica Coimbra pour la saison 2004/05.
Il devient l'entraîneur des espoirs égyptiens en 2005, puis signe à l'été 2007 pour le club marocain du Wydad de Casablanca pour quelques semaines seulement. Il part ensuite entraîner la sélection jordanienne, en remplacement de Mahmoud Al-Gohary.
Il part ensuite en Iran entraîner le Persepolis FC le 9 février 2009 pour quelques mois. En juillet 2009, il est nommé entraîneur du club égyptien d'Al Ahly SC mais résilie son contrat 5 jours après pour des problèmes familiaux. Le 24 juin de la même année, il revient dans son pays entraîner Vitória Sport Clube, puis est nommé entraîneur du club coréen du FC Séoul le 14 décembre 2009.

## Palmarès

### Entraîneur

#### Portugal espoirs
- coupes du monde des moins de 20 ans :
  - Vainqueur (2) : 1989, 1991

### Manager

#### Portugal espoirs
- coupes du monde des moins de 20 ans :[1]
  - 3e (1) : 1995

#### Portugal olympique
- Jeux olympiques d'été :[2]
  - 4e (1) : 1996

#### Arabie Saoudite
- Coupe d'Asie :
  - Vainqueur (1) : 1996

#### Zamalek SC
- Championnat d'Égypte :
  - Vainqueur (1) : 2002-03
- Supercoupe de la CAF :
  - Vainqueur (1) : 2003
- Supercoupe égypto-saoudienne :
  - Vainqueur (1) : 2003
- Coupe arabe des vainqueurs de coupes :
  - Vainqueur (1) : 2003

#### FC Séoul
- K-League :
  - Vainqueur (1) : 2010
- Coupe de la Ligue  
  - Vainqueur (1) : 2010

#### Jordanie
- Championnat d'Asie de l'Ouest :
  - Finaliste (1) : 2008